# Paulin Bündgen
Paulin Bündgen est un contreténor français et chanteur lyrique né le 1er juin 1977 à Montbrison.

## Biographie
Paulin Bündgen étudie le chant au Conservatoire national supérieur de musique de Lyon dans la classe de chant et musique ancienne, dont il est diplômé en 2002.
Depuis, il a chanté et enregistré en tant que soliste avec les ensembles le Concert de l'Hostel Dieu (Franck-Emmanuel Comte), Vox Luminis (Lionel Meunier), Clematis (Stéphanie de Failly), Akadêmia (Françoise Lasserre), les Paladins (Jérôme Correas), Doulce Mémoire (Denis Raisin-Dadre), Les Jardins de Courtoisie (Anne Delafosse-Quentin), Elyma (Gabriel Garrido), le Caravansérail (Bertrand Cuiller), Les Traversées Baroques (Étienne Meyer), et également Les Surprises (Louis-Noël Bestion de Camboulas), Stradivaria (Guillaume Cuiller), Cappella Mediterranea (Leonardo Garcia Alarcon), le Galilei consort (Benjamin Chénier), Les Passions (Jean-Marc Andrieu) et le Concert Spirituel dirigé par Hervé Niquet.
Il fonde en 1999 l'ensemble Céladon, spécialisé dans l'interprétation de la musique ancienne, avec qui il se produit en France et en Europe et avec qui il a enregistré douze disques.
Paulin Bündgen dirige également à Lyon depuis 2009 la saison de concert Les Rendez-vous de musique ancienne.
Paulin Bündgen est l'invité de nombreux festivals : Ambronay, Beaune, Sablé-sur-Sarthe, Utrecht, La Chaise-Dieu, le festival d'Île-de-France, Innsbruck, Fez…, ainsi que dans des salles prestigieuses : la Cité de la Musique, le Théâtre du Chatelet et la Salle Gaveau à Paris, le Théâtre Gérard-Philippe à Saint-Denis, l'Arsenal de Metz, le Grimaldi Forum de Monaco, le Teatro Arriaga de Bilbao…
Il a chanté dans les opéras de Lyon, Rennes, Massy, Versailles, Reims, Tours, Namur, ainsi qu'à l'English National Opera à Londres.
Il s'est produit en France, Espagne, Italie, Suède, Belgique, Croatie, Maroc, Hollande, Suisse, Luxembourg, Portugal, Lituanie, Allemagne, Pologne, Turquie, États-Unis (Miami, Floride), Monaco, Autriche, Taïwan, Canada (Montréal), Russie (Moscou), Hongrie (Budapest), Angleterre (Londres)…
En musique contemporaine, Paulin Bündgen inclut à son répertoire des œuvres de Errollyn Wallen, Michael Nyman, Gavin Bryars… il a créé des œuvres de Jacopo Baboni-Schilingi, Bernard Carloséma, Jacques Charpentier, Régis Campo, Pierre Bartholomée, Pierre-Adrien Charpy. Il a participé au dernier disque de créations ainsi qu'à la tournée de "Aux solitudes", composé par Jean-Philippe Goude, et paru en 2008 pour le label Ici d'ailleurs. Il a créé en 2016 la pièce No Time in Eternity, composée pour lui et l'ensemble Céladon par Michael Nyman. L'année 2024 voit sa première collaboration avec le compositeur britannique Bill Vine.
Musicien éclectique, Paulin Bündgen a eu l'occasion de collaborer avec des artistes d'horizons très différents, comme le musicien turc Kudsi Erguner, les comédiens Clotilde Mollet, Alan Masselin, Jacques Chambon, ou encore avec la chanteuse Kyrie Kristmanson. Il a également composé l'album de musique électronique, Étrange Septembre, sorti en 2007.
Particulièrement attiré par les liens qui unissent la musique à la danse, il participe à de nombreux spectacles comme Ballo a Palazzo avec la Fenice et la compagnie Il Ballarino dans une chorégraphie de Bruna Gondoni, Fiesta Criolla avec la Compagnie Ana Yepes et l'ensemble Elyma, Mémoire des Vents du Sud avec la compagnie Han-Tang Yuefu et Il Ballarino, Mea Culpa de Sidi Larbi Cherkaoui et Altro Canto de Jean-Christophe Maillot avec Akadêmia et les ballets de Monte-Carlo, ou encore Solo for two, spectacle conçu pour les danseurs étoiles Natalia Osipova et Ivan Vassiliev.
À l'opéra, on a pu le remarquer dans les rôles de Mercurio (La Morte di Orfeo de Stefano Landi dirigé par Françoise Lasserre), Endimione dans La Calisto de Francesco Cavalli au théâtre du Loup à Genève, dirigée par Stephan MacLeod et mise en scène par Alain Perroux. Il chante en 2010 et 2011 le rôle d'Ottone dans L'incoronazione di Poppea de Claudio Monteverdi sous la direction de Jérôme Corréas et dans une mise en scène de Christophe Rauck (opéras de Versailles, Rennes, Poitiers, Angoulême, Massy, Reims, Nanterre…).
Paulin Bündgen enregistre pour les labels Ricercar, Zig-Zag Territoires, Aeon, Ambronay, K617, Deutsche Harmonia Mundi, Glossa, Arion…
En 2021, il assure sa première mise en scène lors de la recréation de l’oratorio L’Offerta del core Humano du compositeur Giovanni Legrenzi avec l’ensemble Céladon. Il tient le rôle titre de L’Uomo in bivio de Antonio Giannettini dont il signe également la mise en scène. Paulin Bündgen a aussi assuré la mise en scène de l’oratorio d’Alessandro Scarlatti Il Trionfo della Grazia, et chanté dans ce cadre le rôle de la Pénitence.

## Parcours
(septembre 2014).
- 1998 : admission au Conservatoire national supérieur de musique de Lyon
- 1999 : fondation de l'ensemble Céladon
- 2002 : prix de chant musique ancienne au Conservatoire national supérieur de musique de Lyon
- 2007 : composition et sortie de l'album de musique électronique Étrange septembre
- 2016 : collaboration avec le compositeur britannique Michael Nyman, création de la pièce No Time in Eternity avec l'ensemble Céladon
- 2021 : mise en scène de l’oratorio de Giovanni Legrenzi L’Offerta del core Humano avec l'ensemble Céladon
- 2023 : mise en scène de l’oratorio de Antonio Giannettini L’Uomo in bivio avec l'ensemble Céladon

## Rôles à l'opéra et au spectacle
- Penitenza dans Il Trionfo della Grazia d’Alessandro Scarlatti (direction Paulin Bündgen, mise en scène Paulin Bündgen)
- L’Uomo dans L'Uomo in bivio de Antonio Giannettini (direction Paulin Bündgen, mise en scène Paulin Bündgen)
- Angelo custode dans L'Offerta del core Humano de Giovanni Legrenzi (direction Paulin Bündgen, mise en scène Paulin Bündgen)
- La Morte dans Il trionfo della Morte de Bonaventura Aliotti (direction Etienne Meyer, mise en scène Jeanne Desoubeaux)
- Ottone dans L'incoronazione di Poppea de Claudio Monteverdi (direction Jérôme Correas, mise en scène Christophe Rauck)
- Endimione dans La Calisto de Francesco Cavalli (direction Stephan McLeod, mise en scène Alain Perroux)
- Zéphyr dans Apollo und Hyacinthus de Wolfgang Amadeus Mozart (direction Franck-Emmanuel Comte, mise en scène Pierre-Alain Four)
- Mercurio dans La Morte d'Orfeo de Stefano Landi (direction Françoise Lasserre)
- Cirilla dans Gli amori di Dafne e Apollo de Francesco Cavalli (direction Gabriel Garrido, enregistrement paru chez K617)
- Le Poète dans le spectacle Mémoires des Vents du Sud (ensemble Doulce Mémoire, direction Denis Raisin-Dadre, mise en scène Philippe Vallepin)
- Paul Emerson dans le spectacle Farinelli-XXIe-sexe (ensemble Boréades, mise en scène Pierre-Alain Four)

## Discographie
- Au Douz Tens Nouvel, chansons de Trouvères. Ensemble Céladon, direction Paulin Bündgen. Ricercar (2024)
- Le Salon Noir de Jean-Philippe Goude. L'Ensemble Jean-Philippe Goude, direction Jean-Philippe Goude. Ici d'ailleurs (2023)
- L'amour de moy, musiques pour Louis XI. Doulce mémoire, direction Denis Raisin-Dadre. Ricercar (2023)
- Nuit à Venise. Ensemble Les Surprises, direction Louis Noël Bestion de Camboulas. Alpha (2023)
- O Jesulein, un oratorio imaginaire. Ensemble Clematis. Ricercar (2022)
- Under der Linden, chansons de Minnesänger. Ensemble Céladon, direction Paulin Bündgen. Ricercar (2022)
- Tant vous aime, chansons de Josquin Desprez. Doulce mémoire, direction Denis Raisin-Dadre. Ricercar (2022)
- ΙΕΡΟΣ | HIEROS, conduits de l’école de Notre Dame et œuvres de Jean-Philippe Goude. Ensemble Céladon, direction Paulin Bündgen. Fuga libera (2021)
- Il trionfo della Morte, oratorio de Bonaventura Aliotti. Les Traversées Baroques, direction Étienne Meyer. ACCENT (2020)
- Fürchtet euch nicht, musiques pour bombardes et bassons et œuvres de Heinrich Schütz. Syntagma amici. Ricercar (2020)
- Salve Regina, motets de Natale Monferrato. Ensemble Céladon, direction Paulin Bündgen. Ricercar (2019)
- Stabat Mater de Giovanni Battista Pergolesi. Les Passions, direction Jean-Marc Andrieu. Ligia digital (2019)
- Missa 1660 de Francesco Cavalli. Galilei Consort, direction Benjamin Chénier. CVS château de Versailles (2019)
- Lamentos, dialogue et cantate, œuvres de Johann Christoph Bach. Ensemble Akadêmia, direction Françoise Lasserre. Eloquentia (2018)
- Chansons, Motets et Madrigaux de Jacques Arcadelt. Doulce mémoire, direction Denis Raisin-Dadre. Ricercar (2018)
- Vater unser, cantates sacrées allemandes. Ensemble Clematis. Ricercar (2018)
- San Marco di Venezia, the Golden Age. Les Traversées Baroques, direction Étienne Meyer. Accent (2018)
- In seculum viellatoris, la vielle médiévale. Le miroir de Musique, direction Baptiste Romain. Ricercar (2018)
- No Time in Eternity, Consorts Songs Elisabéthaines et œuvres de Michael Nyman. Ensemble Céladon, direction Paulin Bündgen. æon (2017)
- Since in vain, UnderGround(s). Caroline Huynh Van Xuan, clavecin, Paulin Bündgen, contre-ténor. Muso (2017)
- The love songs of Jehan de Lescurel. Ensemble Céladon, direction Paulin Bündgen. Ricercar (2016)
- Kaspar Förster (de). Les Traversées Baroques, direction Étienne Meyer. Les Chemins du Baroque (2015)
- François Ier, musiques d'un règne. Doulce Mémoire, direction Denis Raisin-Dadre. Zig-Zag Territoires (2015)
- Ancor che col partire, œuvres de Cipriano de Rore. Ensemble Clematis, Cappella Mediterranea, Vox Luminis, Doulce Mémoire, l'Achéron. Ricercar (2015)
- Une Passion : Et ils me cloueront sur le bois, œuvres de Johann Sebastian Bach, poème de Jean-Pierre Siméon. Ensemble Akadêmia, direction Françoise Lasserre. Bayard Musique (2015)
- Nuits Occitanes, chansons de troubadours. Ensemble Céladon, direction Paulin Bündgen. Ricercar (2014)
- Serenading songs and grounds de Henry Purcell. La Fenice, direction Jean Tubéry. Ars Produktion (2014)
- Ortus de Polonia de Mikolaj Zielenski. Les Traversées Baroques, direction Étienne Meyer. K617 (2013)
- Coffret L'Europe musicale à la Renaissance. Ensemble Céladon, direction Paulin Bündgen, en compagnie des ensembles Doulce Mémoire, Cantus Cölln, Clematis, le Deller Consort… Ricercar (2013)
- La Porte de Félicité. Ensemble Doulce Mémoire, direction Denis Raisin-Dadre. Zig-Zag Territoires (2012)
- Music for Weddings and other Festivities  de Georg Böhm - Johann Sebastian Bach - Johann Christoph Bach. Ensemble Clematis, direction Leonardo García Alarcón. Ricercar (2012)
- Deo Gratias Anglia, musique pour la guerre de Cent Ans. Ensemble Céladon, direction Paulin Bündgen. æon (2012)[4]
- Il Concerto delle Viole Barberini, œuvres de Cherubino Waesich. Mare Nostrum, Vox Luminis, direction Andrea De Carlo. Ricercar (2012)
- Requiem d'Anne de Bretagne  d'Antoine Fevin. Doulce Mémoire, direction Denis Raisin-Dadre. Zig-Zag Territoires (2011)
- Virgo Prudentissima de Marcin Mielczewski. Les Traversées Baroques, direction Étienne Meyer. K617 (2011)
- The Angel's Voice de Francesco Guerrero. La Sestina, direction Adriano Giardina. Deutsche Harmonia Mundi (2011)
- Belle Virginie. Le Concert de l'Hostel Dieu, direction Franck-Emmanuel Comte. Ambronay (2010)
- Cantiones Sacrae de Samuel Scheidt. Vox Luminis, direction Lionel Meunier. Ricercar (2010)
- Que je chatoulle ta fossette, chansons de Pierre Attaingnant. Doulce Mémoire, direction Denis Raisin-Dadre. Ricercar (2010)
- Laudes spirituelles et chants Soufis. Doulce Mémoire, direction Denis Raisin-Dadre. Zig-Zag Territoires (2009)
- Pour l'instant de Jean-Philippe Goude. L'Ensemble Jean-Philippe Goude, direction Jean-Philippe Goude. Ici d'ailleurs (2009)
- Funeral Teares de John Coprario. Ensemble Céladon et Les Jardins de Courtoisie, direction Anne Delafosse-Quentin et Paulin Bündgen. Zig-Zag Territoires (2009)
- Gli Amori di Dafne e Apollo de Francesco Cavalli. Ensemble Elyma, direction Gabriel Garrido. K617 (2008)
- Messe pour le Sacre de l'Empereur Matthias de Lambert de Sayve. La Fenice, les Solistes du Chœur de Chambre de Namur, direction Jean Tubéry. Ricercar (2008)
- Aux Solitudes de Jean-Philippe Goude. L'Ensemble Jean Philippe Goude, direction Jean-Philippe Goude. Ici d'ailleurs (2008)[5]
- Stabat Mater à dix voix de Domenico Scarlatti. Ensemble Vox Luminis, direction Lionel Meunier. Ricercar (2007)
- Absalone ed altre cantate, cantates sacrées de Maurizio Cazzati. Ensemble Céladon, direction Paulin Bündgen. Arion (2007)
- Cantates de Noël de Johann Sebastian Bach. Les Agrémens, le Chœur de Chambre de Namur, solistes, direction Jean Tubéry. Ricercar (2007)
- Christ lag in Todesbanden, cantates et motets de Johann Pachelbel. Les Agrémens, les Solistes du Chœur de Chambre de Namur, direction Jean Tubéry. Ricercar (2007)
- Étrange Septembre, musique électronique. Chant et composition Paulin Bündgen. Cynfeirdd (2007)
- D'Amoureus cuer voel chanter, chansons et rondeaux d'Adam de la Halle. Les Jardins de Courtoisie, direction Anne Delafosse-Quentin. Zig-Zag Territoires (2007)
- Carnetz Secretz, le chansonnier de Marguerite d'Autriche. Les Jardins de Courtoisie, direction Anne Delafosse-Quentin. Ambronay (2006)
- Soledad tenguo de ti, musique de la Renaissance portugaise. Ensemble Céladon, direction Paulin Bündgen. Arion (2006)
- Les Motets Romains de Georg Friedrich Haendel. le Concert de l'Hostel Dieu, direction Franck-Emmanuel Comte. Radio France (2005)
- Motets de Henry Desmarest. Le Concert Spirituel, direction Hervé Niquet. Glossa (2005)[6]